# Vladimir Prokof'ev
Vladimir Konstantinovič Prokof'ev (in russo Владимир Константинович Прокофьев?; 1898 – 1993) è stato un fisico sovietico, ricercatore nei campi dell'ottica e spettroscopia, vincitore del Premio di Stato dell'URSS.

## Biografia
Vladimir Prokof'ev si è diplomato alla Mikhailovsky Artillery School (in russo Михайловское артиллерийское училище?) nel 1917 e all'Università statale di San Pietroburgo nel 1924. Era uno studente dell'accademico russo Dmirtiy Rozhdestvenskiy. 
Dal 1919 al 1956 ha lavorato presso l'Istituto statale di ottica. Fu assistente fino al 1932, anno in cui ottenne la posizione di Ricercatore e Responsabile del Settore Spettroscopia. Nel 1935 divenne capo del laboratorio di analisi spettrale.
Negli stessi anni Vladimir Prokof'ev ha tenuto lezioni all'Università statale di San Pietroburgo (1925-1932), all'Accademia di artiglieria (1930-1937) e alla LITMO, dove fu Capo del Dipartimento di Spettroscopia (1951-1953) e Capo del Dipartimento di Ottica e Spettroscopia (1953-1956). 
Vladimir Prokof'ev ha conseguito il dottorato di ricerca nel 1936 ed è diventato professore nel 1944.
Si trasferì in Crimea nel 1956 per migliorare la sua salute e lavorò all'Osservatorio astrofisico della Crimea.
Vladimir Prokof'ev ha ottenuto una laurea ad honorem in scienze e ingegneria nel 1958. È stato vincitore del Premio di Stato dell'URSS (1950, 1971). Membro dell'Accademia Internazionale di Astronautica (1974). È stato premiato anche con l'Ordine di Lenin, l'Ordine della Rivoluzione d'Ottobre, l'Ordine della Stella Rossa. Quattro volte è stato insignito dell'Ordine della bandiera rossa del lavoro. 
A lui è stato dedicato l'asteroide 3159 Prokof'ev.